# Panaca

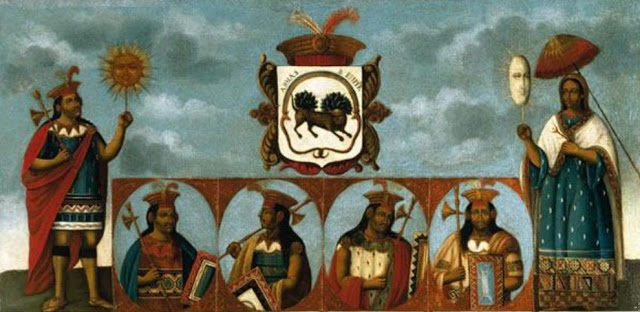
Généalogie des Sapas Incas - Peinture du XVIIIe siècle - École de Cuzco.

Un  panaca (panaqa  ou  panaka),  était une famille formée par tous les descendants d'un Sapa Inca, le souverain de l'empire inca, en excluant le fils qui lui succèderait. Ce fils qui ne faisait pas partie du panaca était l'Auqui (le prince héritier) car ce dernier, lorsqu'il deviendrait empereur, formerait son propre panaca.
Chez les Incas de toute classe, l'institution sociale de base est l'ayllu. C'est-à-dire un groupe de familles qui descendent d'un ancêtre commun, unies par la culture et la religion, la dévotion aux mêmes Huacas, le pouvoir, ainsi que les travaux agricoles, de l'élevage et de la pêche sur un même territoire.  
Le concept d'ayllu, particulièrement à Cuzco la capitale du Tawantin Suyu, s'est transcendé en noblesse, de sorte que la parenté royale puisse établir un lignage, appelée panaca ou « maison royale ». Ainsi les panamas sont des Ayllus royaux.
Le panaca avait pour fonctions de maintenir la mémoire du défunt Inca et de sa mallki (momie), d'accomplir des cérémonies en son nom, de prendre soin de ses biens et de respecter les alliances conclues de son vivant. Chaque panaca possédait plusieurs propriétés à travers le royaume, y compris un palais dans la ville sacrée de Qusqu (Cuzco). Chaque dirigeant local devait, en effet, construire une maison dans la capitale et vivre une partie de l'année, dans le quartier qui correspondait au territoire (suyu) sur lequel il régnait.
Le noyau de la ville était donc principalement composé d'enceintes de palais, connues sous le nom de kancha appartenant aux panacas. 
Les panakas ont souvent eu une grande influence sur la nomination des successeurs au poste de Sapa Inca, par exemple pour Viracocha ou Huascar qui n'étaient pas Auqui.
Selon les Incas, la liste des panacas s'appelait capaccuna. C'était la liste officielle des panacas et de leur ancêtre respectif. Beaucoup d'autres ayllus existaient mais seules les lignées les plus importantes se trouvaient sur la capaccuna et avaient le droit d'être appelées panaca.
La capitale inca était divisé en deux parties, séparées par la route menant à Anti Suyu, chacune peuplée de communautés (ayllus) rivales, les Hurín Cuzco (ou bas Cuzco) et les Hanan Cuzco (ou haut Cuzco). Ces groupes donnèrent naissance aux deux dynasties connues ayant régné successivement.
Selon le capaccuna, les panacas étaient par ordre chronologique (avec leur titre en quechua):
Dynastie Rurin Qusqu (bas Cuzco):
- Chima Panaca Ayllu (Manku Qhapaqpa panakan), lignage royal de Manco Cápaq.
- Iñaka Panaca Ayllu, lignage féminin de Mama Huaco, la deuxième épouse de Manco Cápaq.
- Rawrawa Panaca Ayllu (Sinchi Ruq'ap panakan), lignage royal de Sinchi Roca.
- Hawaynin Panaca Ayllu (Lluq'i Yupankip panakan), lignage royal de Lloque Yupanki.
- Uska Mayta Panaca Ayllu (Mayta Qhapaqpa panakan), lignage royal de Mayta Capac.
- Apu Mayta Panaca Ayllu (Qhapaq Yupankip panakan), lignage royal de Capac Yupanki.

Dynastie Hanan Qusqu (haut Cuzco):
- Wikakiraw Panaca Ayllu (Inka Ruqap panakan), lignage royal de Inca Roca.
- Awqaylli Panaca (Yawar Waqaqpa panakan), lignage royal de Yahuar Huacac.
- Suqsu Panaca Ayllu (Wiraqucha Inkap panakan), lignage royal de Viracocha Inca.
- Hatun Ayllu (Pachakutiq Yupankip panakan), lignage royal de Pachacutec. Pachacutec n’est selon certaines sources pas le fils de Viracocha mais plus tôt originaire d’Iñaka Panaca Ayllu.
- Qhapaq Ayllu (Tupaq Yupankip panakan), lignage royal de Tupac Yupanki.
- Tumipampa Ayllu (Wayna Qhapaqpa panakan), lignage royal de Huayna Capac.

Sur les 13 Sapas incas ayant régné (Tarco Huamán, le auqui de Mayta Capac ayant été renversé avant d'être nommé par Capac Yupanqui), seuls 2 n'ont pas eu de panaca.  Il s'agit des deux frères ennemis Huascar et Atahualpa.
Les clans ayllu et leur homologue panaca constituaient l'unité sociale inca de base de l'organisation. Le panaca était l'un des maillons les plus importants de l'administration inca, à la fois dans ses aspects politiques, sociaux, économiques et culturels de l'État du Tawantinsuyu.